# بويكو فيليتشكوف
بويكو فيليتشكوف (بالبلغارية: Бойко Величков)‏ هو مدرب كرة قدم ولاعب كرة قدم بلغاري في مركز الوسط، ولد في 4 فبراير 1974 في صوفيا في بلغاريا. لعب مع روت فايس أوبرهاوزن وسسكا صوفيا وليفسكي صوفيا ونادي تشيرنو مور فارنا ونادي سبارتاك فارنا ونادي لوكوموتيف صوفيا ونادي ليتكس لوفتش.